# Viettesia tristis
Viettesia tristis är en fjärilsart som beskrevs av De Toulgoët 1959. Viettesia tristis ingår i släktet Viettesia och familjen björnspinnare. Inga underarter finns listade i Catalogue of Life.